# 韋弗頓 (馬里蘭州)

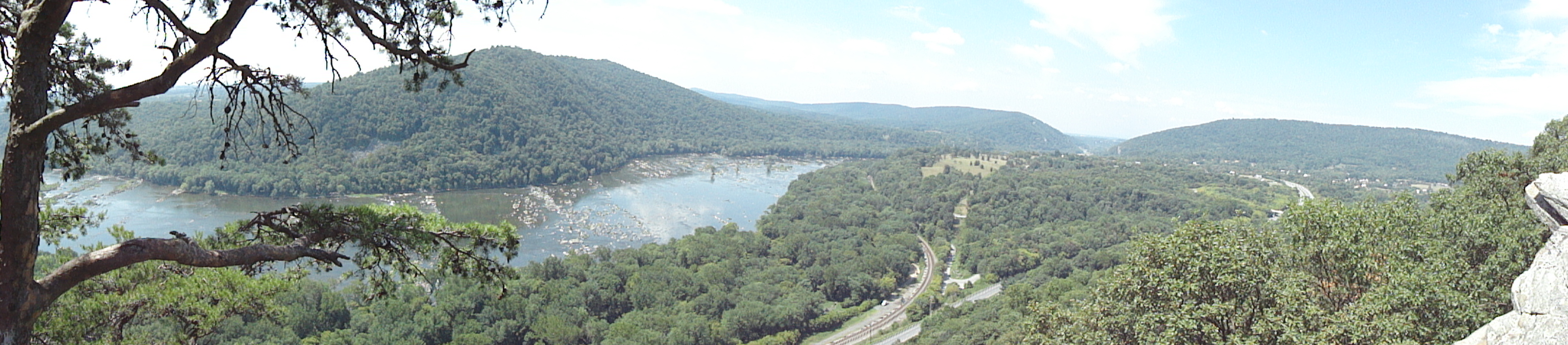
从韦弗顿悬崖向西/西南方向拍摄的波托马克河全景

韋弗頓（英語：Weverton）是美国马里兰州华盛顿县南端，靠近波托马克河北岸的一个非建制社区村庄，海拔約為475英呎（145公尺），韋弗頓位於馬里蘭州州道67號與美國國道340號的交會處，最近的建制社區是西方1.5英里（2.4公里）的西弗吉尼亚州哈珀斯费里，以及東方2.7英里（4.5公里）的馬里蘭州布朗斯威克。人口约为500人。
当地名勝是韋弗頓懸崖，位于南山（South Mountain）的南端，在此，波多馬克河截斷了南山。這些懸崖差不多是阿巴拉契小径的正中點，在健行者之間相當知名。

## 历史
于 1820 年代，卡斯帕·W·韋弗（Caspar W. Wever） 打算在此利用波托马克河的水力以及切萨皮克和俄亥俄运河的交通，投資建立一個以磨坊為主的城鎮。韋弗曾是巴尔的摩和俄亥俄铁路的首席工程师，也是砖石拱桥的专家，其中一些拱桥仍在使用中。
但在韋弗死後，投机性土地投資失敗，洪水沖毀了建築，原址現在埋在CSX 运输與美國國道340號的用地下方。後來新建的社區與原址幾乎沒有關聯。
韋弗頓地區山谷中有許多房屋是內戰以前就建立的。在 1862年有數支參與了内战期间南山戰役和安提頓戰役的部队通过；內戰期間此區域有一些小規模衝突。。
韋弗頓的郵局在 1951 年停業，併入鄰近的弗雷德里克縣的諾克斯維爾郵局。

## 地质学
美国农业部將一種土壤稱為韋弗頓系列（Weverton Series）。這是用來描述蓝岭山脉北部典型的山脊土壤，包括鬆軟的壤土和含有硬木碎屑的表土。